# Gregor Gillespie
Gregor Gillespie (Webster, 18 marzo 1987) è un lottatore di arti marziali miste statunitense.
Combatte nella divisione dei pesi leggeri per la promozione UFC. In precedenza ha militato anche nella federazione Ring of Combat, dove è stato campione di categoria.

## Stile di combattimento
Quattro volte NCAA, Gillespie è uno specialista della lotta libera ma non disdegna le fasi di striking.

## Carriera nelle arti marziali miste

### Ultimate Fighting Championship
Dopo aver raggiunto un record di sette vittorie e nessuna sconfitta, nell'estate del 2016 sigla un contratto con la promozione Ultimate Fighting Championship.
Compie il suo debutto nell'ottagono il 24 settembre seguente contro Glaico Franca a UFC Fight Night 95, trionfando via decisione unanime.
L'8 aprile 2017 affronta invece Andrew Holbrook a UFC 210, evento dal quale esce vittorioso per KO alla prima ripresa. La prestazione fornita gli vale più tardi il suo primo riconoscimento Performance of the Night. Il 16 settembre dello stesso anno combatte quindi Jason Gonzalez a UFC Fight Night 116, card che lo centrare il terzo successo in UFC tramite sottomissione al secondo round. La vittoria gli vale anche il bonus Fight of the Night.
Torna un'azione pochi mesi dopo, il 27 gennaio 2018 a UFC on Fox 27, battendo Jordan Rinaldi per KO tecnico al primo round.

## Risultati nelle arti marziali miste
| Risultato | Record | Avversario            | Metodo                               | Evento                                | Data              | Round | Tempo | Città                   | Note                                                                                     |
| --------- | ------ | --------------------- | ------------------------------------ | ------------------------------------- | ----------------- | ----- | ----- | ----------------------- | ---------------------------------------------------------------------------------------- |
| Vittoria  | 14-1   | Carlos Diego Ferreira | KO tecnico (pugni)                   | UFC on ESPN: Rodriguez vs. Waterson   | 8 maggio 2021     | 2     | 4:51  | Las Vegas, Stati Uniti  | Incontro catchweight (160.5 lbs), Ferreira manca il taglio del peso. Fight of the Night. |
| Sconfitta | 13-1   | Kevin Lee             | KO (calcio alla testa)               | UFC 244: Masvidal vs. Diaz            | 2 novembre 2019   | 1     | 2:47  | New York, Stati Uniti   |                                                                                          |
| Vittoria  | 13-0   | Yancy Medeiros        | KO tecnico (pugni)                   | UFC Fight Night: Cejudo vs. Dillashaw | 19 gennaio 2019   | 2     | 4:59  | Brooklyn, Stati Uniti   |                                                                                          |
| Vittoria  | 12-0   | Vinc Pichel           | Sottomissione (arm-triangle choke)   | UFC Fight Night: Rivera vs. Moraes    | 1 giugno 2018     | 2     | 4:06  | Utica, Stati Uniti      | Performance of the Night                                                                 |
| Vittoria  | 11-0   | Jordan Rinaldi        | KO tecnico (pugni)                   | UFC on Fox: Jacaré vs. Brunson 2      | 27 gennaio 2018   | 1     | 4:46  | Charlotte, Stati Uniti  |                                                                                          |
| Vittoria  | 10-0   | Jason Gonzalez        | Sottomissione (triangolo di braccio) | UFC Fight Night: Rockhold vs. Branch  | 16 settembre 2017 | 2     | 2:10  | Pittsburgh, Stati Uniti | Fight of the Night                                                                       |
| Vittoria  | 9-0    | Andrew Holbrook       | KO (pugni)                           | UFC 210: Cormier vs. Johnson 2        | 8 aprile 2017     | 1     | 0:21  | Buffalo, Stati Uniti    | Performance of the Night                                                                 |
| Vittoria  | 8-0    | Glaico Nego França    | Decisione (unanime)                  | UFC Fight Night: Cyborg vs. Lansber   | 24 settembre 2016 | 3     | 5:00  | Brasilia, Brasile       |                                                                                          |